# Cathédrale de San Leo
La cathédrale de San Leo est une église catholique romaine de San Leo, en Italie. Il s'agit d'une cocathédrale du diocèse de Saint-Marin-Montefeltro.